# Französische Rugby-Union-Meisterschaft 1904/05
Die Saison 1904/05 war die 14. Austragung der französischen Rugby-Union-Meisterschaft (französisch Championnat de France de rugby à XV), der heutigen Top 14.
Nach einer Vorrunde spielten die besten Mannschaften in K.-o.-Runden gegeneinander. Im Endspiel, das am 16. April 1905 an der Route du Médoc in Le Bouscat stattfand, trafen die beiden Halbfinalsieger aufeinander und spielten um den Bouclier de Brennus. Dabei setzte sich Stade Bordelais gegen Stade Français durch und errang zum dritten Mal den Meistertitel.

## Vorrunde
Die Detailergebnisse sind nicht bekannt.

## Viertelfinale

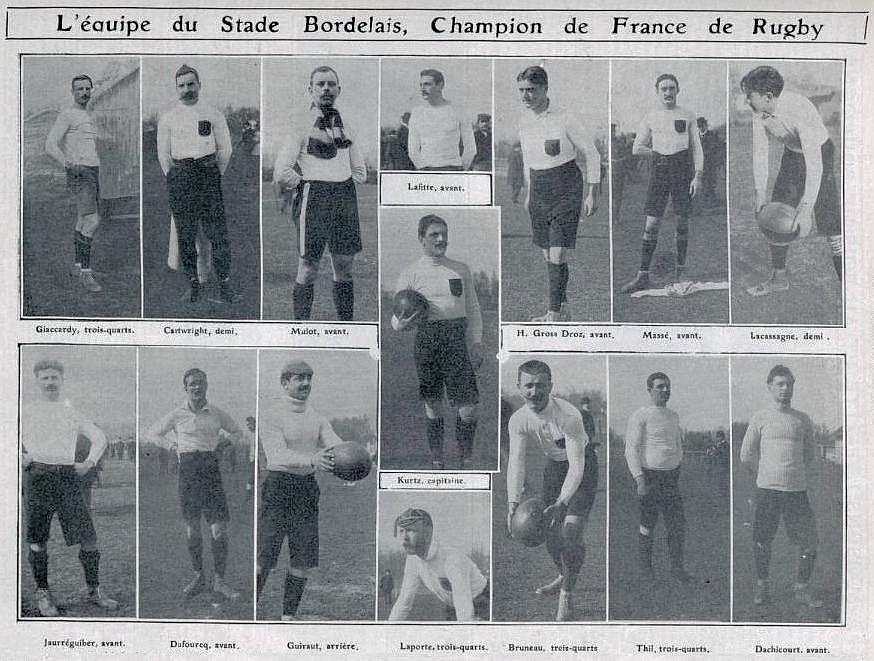
Die Meistermannschaft 1905

| Datum     | Begegnung                                | Ergebnis |
| --------- | ---------------------------------------- | -------- |
| März 1905 | FC Lyon – CAL Nevers                     | forfait  |
| März 1905 | Le Havre AC – US Tours                   | 26:3     |
| März 1905 | Stade Bordelais – Véto-Sports Toulousain | 05:3     |

## Halbfinale
| Datum         | Begegnung                    | Ergebnis |
| ------------- | ---------------------------- | -------- |
| 18. März 1905 | Stade Français – Le Havre AC | 08:0     |
| 1. Apr. 1906  | Stade Bordelais – FC Lyon    | 14:3     |

## Finale
| 16. April 1905 | Stade Bordelais                           | 12 : 3        | Stade Français      | Route du Médoc, Le Bouscat Zuschauer: 6.000 Schiedsrichter: Cyril Rutherford |
| 16. April 1905 | Versuche: Lacassagne (2) Thil Jauréguiber | (3:0) Bericht | Versuche: Vareilles | Route du Médoc, Le Bouscat Zuschauer: 6.000 Schiedsrichter: Cyril Rutherford |

Aufstellungen
Stade Bordelais: Maurice Bruneau, Campbell Cartwright, R. Dachicourt, Jacques Duffourcq, Marc Giacardy, Herman Gross-Droz, Jean Guiraud, Jauréguiber, Max Kurtz, André Lacassagne, Marcel Laffitte, Pascal Laporte, Alphonse Massé, Louis Mulot, Hélier Thil
Stade Français: Charles Beaurin, A. Bertjemann, Marcel Communeau, Paul Dedet, Guy de Talencé, Stuart Forsyth, Camille Galliot, Georges Jérôme, Lhuerre, Henri Marescal, Francis Mouronval, Pierre Mouronval, Allan Muhr, Charles Vareilles, André Vergès